# Cyclomia flavida
Cyclomia flavida är en fjärilsart som beskrevs av Paul Dognin 1911. Cyclomia flavida ingår i släktet Cyclomia och familjen mätare. Inga underarter finns listade i Catalogue of Life.